# Les Goonies
Pour plus de détails, voir Fiche technique et Distribution.
Les Goonies (The Goonies) est un film d'aventures américain réalisé par Richard Donner et sorti en 1985.
Le film se déroule dans la ville d'Astoria à l'automne 1985. Alors que les terribles Fratelli s'évadent de prison, Mikey, Choco, Bagou et Data, une bande de copains, trouvent dans le grenier du premier une vieille carte au trésor menant au pirate Willy le Borgne. Sachant que leur quartier va bientôt être rasé par le promoteur Elgin Perkins pour être remplacé par un terrain de golf, les garçons décident de se mettre à la recherche du butin pour éviter la destruction des maisons. Bientôt rattrapés par Brand, le frère de Mikey, et deux amies, Steph et Andy, les « Goonies », suivant leur carte, arrivent et pénètrent dans un vieux restaurant en bordure de mer sans savoir que l'endroit est déjà occupé par les Fratelli en cavale.
Produit et imaginé par Steven Spielberg, le film rapporte plus de 124 millions pour un budget de 19 millions et deviendra au fil du temps un film culte,. En 2017, il fait l’objet d’une préservation au National Film Registry de la bibliothèque du Congrès car décrit comme un film « culturellement, historiquement ou esthétiquement significatif »,.

## Synopsis
Dans la ville d'Astoria dans l'Oregon, le criminel Jake Fratelli s'évade de la prison locale avec l'aide de son frère Francis et leur mère Agatha. Ils sont poursuivis en vain par la police.
Après la poursuite, dans le quartier de Goon Docks, Clark "Bagou" Devereaux se rend chez les frères Mikey et Brandon Walsh. Peu de temps après, Choco, gourmand et bavard, qui vient d'assister à la poursuite, et Data, au talent inventif et souvent moqué des autres, se joignent à eux. Les enfants sont amers parce qu'ils devront bientôt quitter leur maison : deux entrepreneurs ont l'intention d'exproprier les familles de Goon Docks afin de raser le quartier et de construire un terrain de golf.
En fouillant dans le grenier des Walsh pour trouver des objets de valeur, le groupe trouve un doublon de 1632 et une vieille carte au trésor prétendant mener au trésor du légendaire pirate "Willy Le Borgne ", qui se trouverait quelque part à proximité. Voyant le trésor comme leur dernière chance de sauver leur maison, les quatre enfants attachent Brandon qui devait les surveiller et suivent les indications sur la carte jusqu’à un restaurant abandonné sur la côte. Ils ignorent cependant que l'endroit sert de cachette aux Fratelli pour fabriquer de l'argent falsifié. Brand rejoint bientôt le groupe aux côtés d'Andy, une pom-pom girl qui a le béguin pour lui, et de Stef, l'amie de cette dernière.
Fouillant la cave du restaurant à la recherche d'un passage pour trouver le trésor, les Goonies tombent sur le corps d'un agent du FBI dans la chambre froide. Ils comprennent alors que les Fratelli sont des criminels recherchés et qu'ils sont en danger. Ils découvrent un tunnel sous une cheminée et le suivent pour s'échapper, en laissant involontairement Choco derrière eux. Celui-ci arrive à quitter le restaurant pour alerter la police mais il tombe malheureusement sur les Fratelli qui décident de l'emprisonner avec leur frère cadet, Sinok. Les Fratellis interrogent Choco jusqu'à ce qu'il révèle où les Goonies sont allés, et commencent la poursuite. Choco est laissé derrière avec Sinok, avec qui il se lie d'amitié grâce à leur goût partagé pour les barres chocolatées. Après que Sinok les a libérés tous les deux grâce à sa grande force, Choco appelle le shérif, qui ne le prend pas au sérieux, et descend sous la cheminée avec Sinok pour retrouver ses amis.
Pendant ce temps, tout au long du trajet dans une galerie souterraine sous la roche, les Goonies se retrouvent confrontés à de vieux pièges placés longtemps auparavant par Willy, mais qu'ils déjouent avec courage et habileté. Arrivés sous un puits à souhaits, ils parviennent à communiquer avec Troy Perkins (le fils odieux de l'un des entrepreneurs) qui se trouve à la surface. Le groupe veut alors abandonner la recherche du trésor pour ne pas risquer leur vie plus longtemps, mais Mikey encourage ses amis à continuer à chercher le trésor en leurs rappelant que ça sera leur dernière aventure ensemble. Ils poursuivent alors tous leur chemin.
À un moment donné, la bande des Fratelli les rattrape mais ils parviennent temporairement à les semer grâce aux inventions de Data. Lors d'une dernière épreuve dans laquelle Andy se remémore tant bien que mal ses quelques leçons de piano, le groupe parvient à ouvrir un passage secret et atteint le galion dans un lac souterrain. Sur le navire, en plus du trésor, ils découvrent le squelette de Willy le Borgne que Mikey appelle "Le premier Goonie". Lorsqu'ils sont sur le point de quitter le galion chargés de bijoux, la bande des Fratelli apparaît, les obligeant à leur remettre tout leur butin. Comme les pirates, la perfide Mama Fratelli commence à faire subir aux enfants le supplice de la planche pour garder tout le  trésor, mais Choco et Sinok arrivent et font une entrée digne des plus grands films de pirates. Sinok neutralise sa méchante famille dont il se rappelle les mauvais traitements à son égard et sauve le groupe qui parvient à s'enfuir, les poches vides, mais saufs.
Pendant la fuite, les garçons font exploser un baton de dynamite en le confondant à une bougie et la grotte commence à s'effondrer. Le groupe parvient heureusement à s'échapper avec l'aide de Sinok, mais pour se sauver, ils sont obligés d'abandonner définitivement le trésor, tandis que Sinok reste piégé dans la grotte. La bande des Fratelli tente alors de voler l'or du navire mais en touchant la balance de Willy, ils déclenchent un autre mécanisme qui met en mouvement le galion.
Les deux groupes émergent sur la plage d'Astoria, où les Goonies retrouvent leurs familles et la police et les Fratellis sont arrêtés, mais Choco intervient en disant que Sinok est innocent et il propose à son nouvel ami de vivre avec lui, ce que Sinok accepte. Les entrepreneurs débarquent pour forcer le père de Mikey à signer le contrat mais la femme de ménage des Walsh, Rosalita, découvre dans la veste de Mikey le sac de billes de celui ci, qu'il a vidé pour le remplir de pierres précieuses et que les Fratelli n'ont pas pensé à fouiller. Le père de Mikey déchire triomphalement les papiers, déclarant qu'ils ont assez d'argent pour racheter le quartier.
Au loin, l'ancien galion, que les explosions de dynamite ont libéré de la prison de roche, prend le large poussé par le vent, suivi du regard incrédule des adultes mais reconnaissant et bienveillant des enfants.

## Fiche technique
Sauf indication contraire, les informations mentionnées dans cette section peuvent être confirmées par la base de données cinématographiques IMDb,  présente dans la section « Liens externes ».
- Titre original : The Goonies
- Titre français : Les Goonies
- Réalisation : Richard Donner
  - Directeur de la seconde équipe : Steven Spielberg (non crédité) et Newt Arnold
- Scénario : Chris Columbus
- Histoire : Steven Spielberg
- Musique : Dave Grusin
  - Montage musique : Else Blangsted
- Photographie : Nick McLean (en)
  - Chef éclairagiste : Tom Stern
- Son : Willie D. Burton, Bill Varney, B. Tennyson Sebastian II, Robert Thirlwell et Richard L. Anderson
- Montage : Michael Kahn et Steven Spielberg (non crédité)
- Direction artistique : Rick Carter
- Décoras : J. Michael Riva
  - Ensemblier : Linda DeScenna
- Costumes : Richard La Motte
- Affiches : Drew Struzan et John Alvin
- Production : Harvey Bernhard et Richard Donner
  - Production déléguée : Kathleen Kennedy, Frank Marshall et Steven Spielberg
- Sociétés de production : Amblin Entertainment et Warner Bros. Pictures (coproduction)
- Sociétés de distribution : Warner Bros. Pictures (États-Unis et Québec) , Splendor Films (France)
- Société d'effets spéciaux : Industrial Light & Magic
- Budget : 19 millions de dollars[6]
- Pays de production :  États-Unis
- Langues originales : anglais, espagnol, cantonais et italien
- Format : couleur (Technicolor) — Panavision — 2.35 : 1 • 35 mm — Dolby • 70 mm 6-Track
- Genre : aventures, comédie
- Durée : 114 minutes
- Dates de sortie :
  - États-Unis, Québec : 7 juin 1985
  - France : 4 décembre 1985

## Distribution
Sauf indication contraire, les informations mentionnées dans cette section peuvent être confirmées par la base de données cinématographiques IMDb,  présente dans la section « Liens externes ».
- Sean Astin (VF : Damien Boisseau) : Michael « Mikey » Walsh
- Josh Brolin (VF : Éric Baugin) : Brandon « Brand » Walsh, frère aîné de Mikey
- Jeff Cohen (VF : Guillaume Boisseau) : Laurent « Choco » Cohen (« Chunk » en VO)
- Corey Feldman (VF : Mathias Kozlowski) : Clark « Bagou » Devereaux (« Mouth » en VO)
- Ke Huy Quan (VF : Rodolphe Schacher) : Richard « Data » Wang
- Kerri Green (VF : Céline Ertaud) : Andrea « Andy » Carmichael
- Martha Plimpton (VF : Françoise Dasque) : Stephanie « Steph » Steinbrenner
- John Matuszak (VF : Richard Darbois[7]) : Lotney « Sinok » Fratelli (« Sloth » en VO)
- Robert Davi (VF : Mario Santini)  : Jake Fratelli
- Joe Pantoliano (VF : Philippe Peythieu)  : Francis Fratelli
- Anne Ramsey (VF :  Paule Emanuele) : Mama Fratelli
- Lupe Ontiveros (VF : Tamila Mesbah) : Rosalita
- Mary Ellen Trainor (VF : Frédérique Tirmont) : Irene Walsh
- Keith Walker (VF : Jean-Pierre Moulin) : Irving Walsh
- Curtis Hanson (VF : Jacques Brunet) : Elgin Perkins
- Steve Antin (VF : Vincent Ropion) : Troy Perkins
- Paul Tuerpe : le shérif
- Michael Paul Chan : le père de Data
- Charles McDaniel : le père de Choco
- Nick McLean (en) : le père de Bagou
- Orwin Harvey : joueur de tennis
- Ted Grossman : le cadavre
- Eric Briant Wells : l'ami brun de Troy
- Jeb Adams : l'ami blond de Troy
- Jack O'Leary (VF : Claude Joseph) : le reporter n°1
- George Robotham : le gardien de prison
- Joël Wayne Warner : Chester Copperpot (caméo photographique)
- Richard Donner (VF : Claude Joseph) : un policier (caméo non crédité)
- Cyndi Lauper : elle-même à la télévision (caméo)
  - Voix additionnelles : Gilbert Lévy, Franck Baugin, Ludovic Baugin

## Production

### Genèse et développement

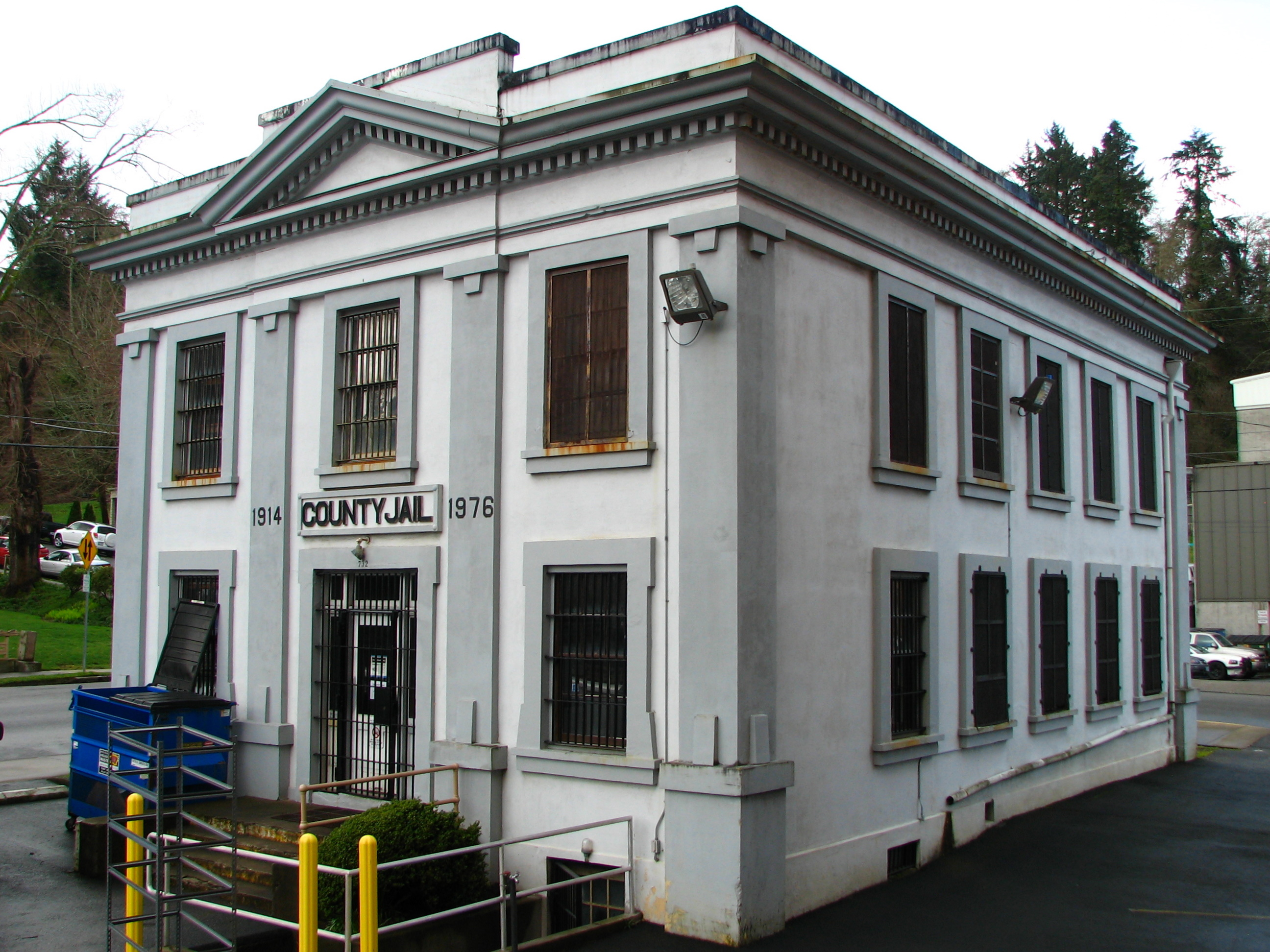
La vieille prison du film, qui abrite désormais le musée du film de l'Oregon à Astoria.

Chris Colombus s'inspire en partie de sa jeunesse et de la ville industrielle dans laquelle il a grandi dans l'Ohio. Il y fréquentait notamment des vieilles mines abandonnées. Le film devait initialement se dérouler dans l'Ohio[réf. à confirmer].

### Attribution des rôles
Corey Haim a auditionné pour le rôle de « Bagou », finalement offert à Corey Feldman. Ils tourneront ensemble quelques années plus tard dans Génération perdue et resteront très bons amis. Heather Langenkamp a quant à elle été auditionnée pour le rôle d'Andy mais, malgré une excellente performance, elle est jugée trop âgée[réf. à confirmer].
Certains acteurs du film collaboreront de nouveau avec le réalisateur Richard Donner :
- Mary Ellen Trainor (Mme Walsh) incarnera la psy du commissariat dans la saga de L'Arme fatale.
- Anne Ramsey apparaîtra dans Fantômes en fête (1988) avant de décéder des suites d'un cancer.

À l'inverse, trois autres acteurs avaient déjà collaboré avec le producteur du film Steven Spielberg :
- Ke Huy Quan (Data) que le réalisateur venait de diriger dans Indiana Jones et le Temple maudit sorti l'année précédente.
- Ted Grossman (l'homme du FBI mort) qui incarna l'homme à la barque se faisant dévorer par le requin dans Les Dents de la mer.
- Corey Feldman (Bagou) qui venait de faire Gremlins, première production d'Amblin Entertainment, société de Steven Spielberg.

Jeff Cohen (Choco) est le seul des jeunes comédiens à ne pas avoir poursuivi sa carrière, préférant se consacrer à ses études. Il est devenu avocat spécialisé dans les spectacles et les divertissements.

### Tournage

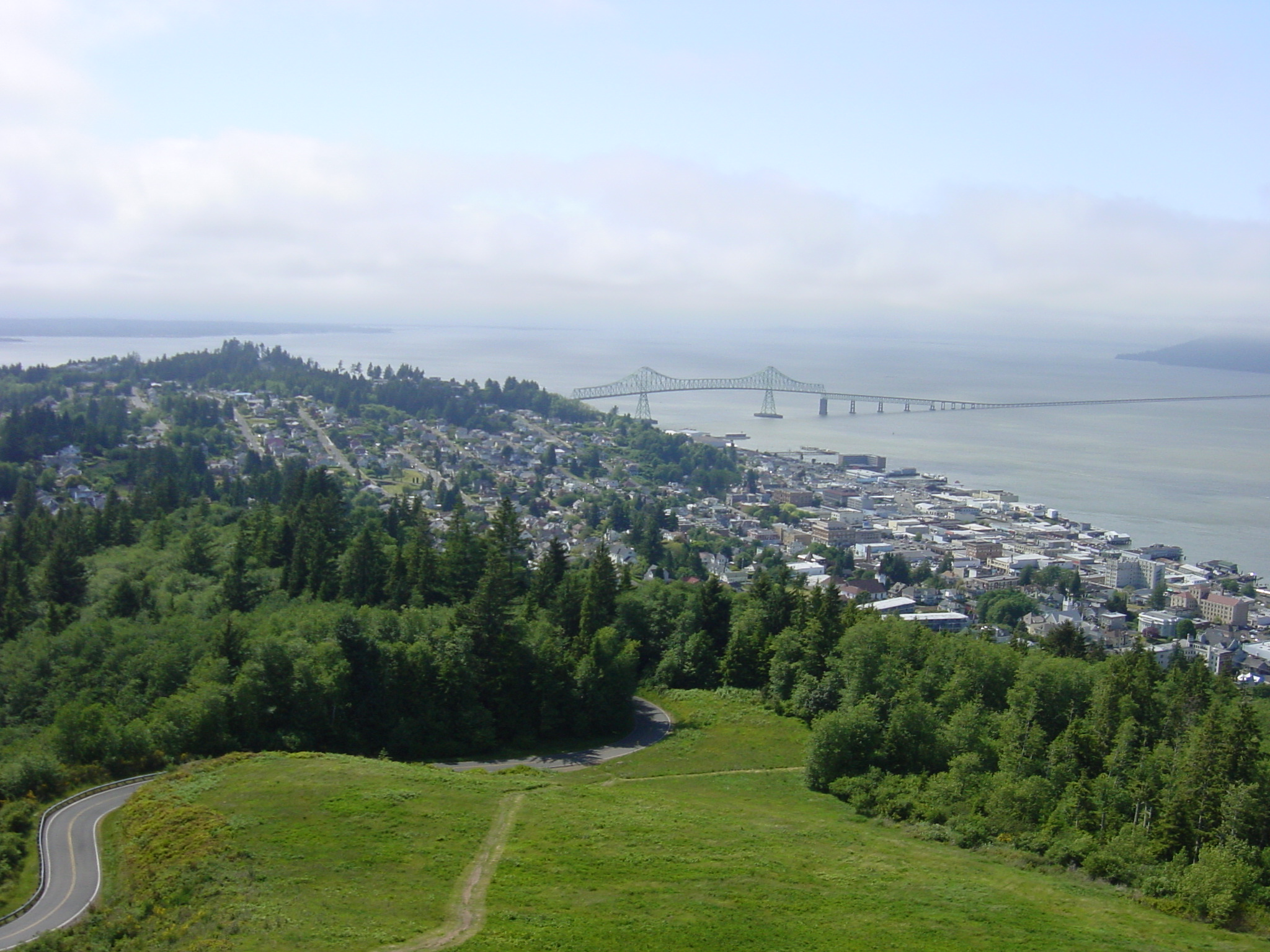
Vue sur Astoria dans l'Oregon.

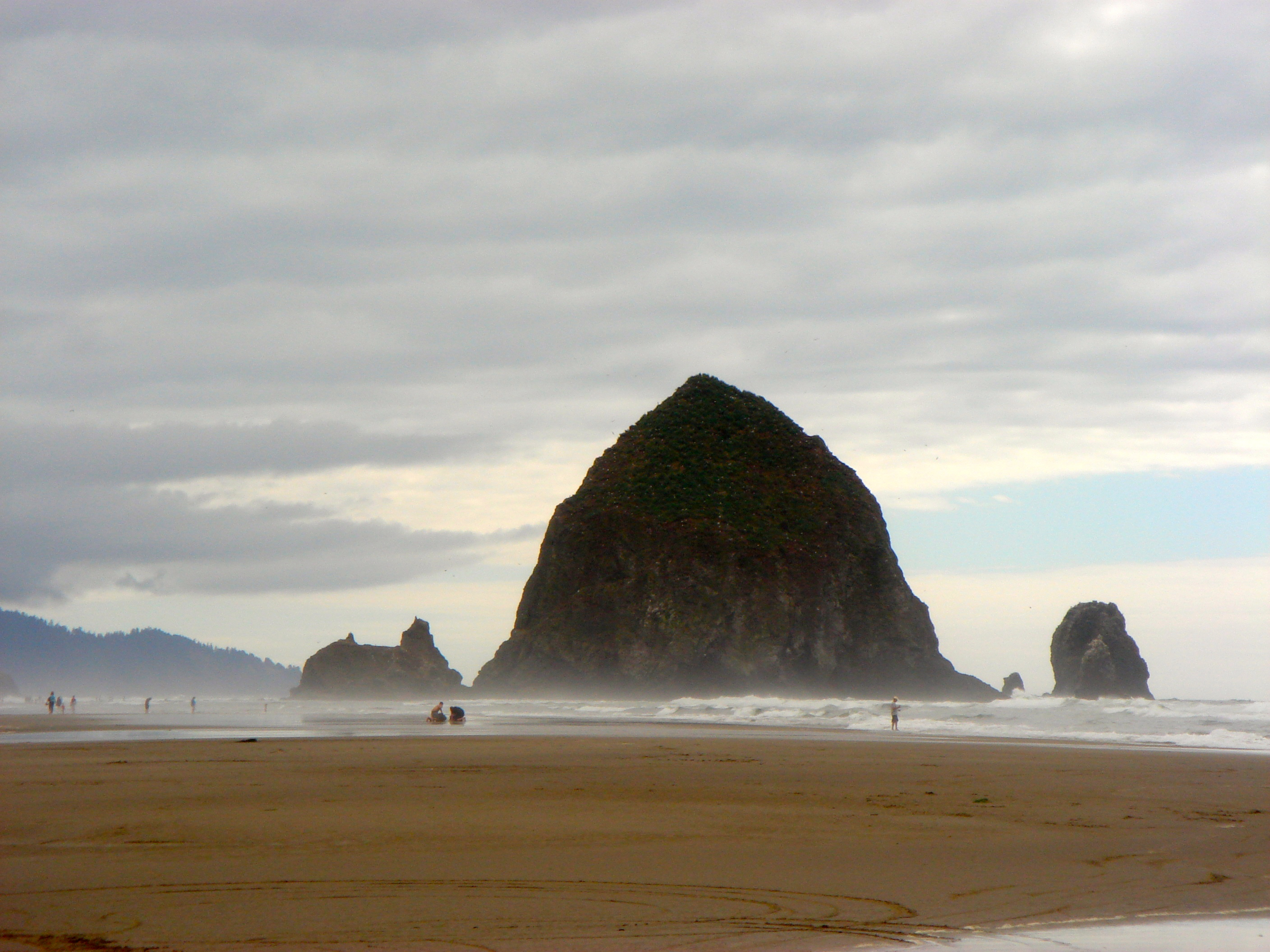
Vue sur Haystack Rock à Cannon Beach dans l'Oregon.

Avec le budget de 19 000 000 de dollars, le tournage débute le 22 octobre 1984 jusqu'en mars 1985 à Astoria dans l'Oregon et sa plage Cannon Beach avec le Haystack Rock, Ecola Park ainsi que sur Sonoma Coast, sur Bodega Bay et dans le Warner Bros. Studios en Californie.
Le bateau de Willy Le Borgne mesurait 105 pieds de long et ses voiles nécessitaient plus de 7000 pieds de carrés de tissu, et a été construit pour la somme de 6 000 000 de dollars. A la fin du tournage aucun parc d'attraction n'a voulu le récupérer ce qui a amené à sa destruction. Le navire a été inspiré du galion espagnol Santo Cristo Burgos qui a fait naufrage en 1693 au large des cotes de l'Oregon, près de la ville d'Astoria.
Au moment de tourner le gag du Bouffi-Bouffon, Jeff Cohen (Choco) avait la varicelle sans en avoir informé le reste de l'équipe. Aussi lorsqu'il souleva sa chemise, il avait quelques points rouges sur son torse, détail visible uniquement en arrêt sur image.
Le réalisateur Richard Donner confie, dans le making-of du DVD Les Goonies, que le navire de Willy le Borgne a été dissimulé aux jeunes acteurs pendant toute la durée du tournage et ce, jusqu'au moment de jouer la scène de la grotte. Cette scène fut filmée en partie en temps réel de sorte que l'émerveillement des Goonies résulte véritablement de l'effet de surprise et soit d'une très grande intensité[réf. à confirmer].

### Montage
Bien que les erreurs soient gardées au montage, les scènes contiennent quelques erreurs flagrantes : bon nombre d'entre elles sont dues à des intrigues secondaires qui ont été filmées, mais supprimées au montage. Certaines scènes coupées sont incluses dans les bonus du DVD.

### Scènes coupées
- Une scène montre les goonies examiner la carte alors qu'ils sont dans un magasin. À ce moment, Troy et sa bande arrivent, confisquent la carte puis commencent à y mettre le feu (ce qui explique que la carte paraît plus brûlée sur les bords plus tard dans le film).
- Une autre scène devait montrer des gorilles (des figurants en costumes) s'échappant d'un zoo et volant la voiture de Troy, après que les goonies les avaient malencontreusement libérés en secouant les tuyaux de canalisation. Cette scène aurait pu expliquer l'origine des chaînes que Mama Fratelli utilise pour attacher Sinok dans la cave et le fait qu'elle affirme ne pas vouloir retourner au zoo.
- En se rendant vers le bateau des pirates, Bagou et Stef sentent quelque chose les titiller sous l'eau et découvrent qu'il s'agît d'une pieuvre géante. Toutefois cette scène est signalée par Data à la police, à la fin du film. De ce fait, le montage final suggère qu'il s'agisse d'une vaste blague.
- Une dernière scène montrait Sinok menant sa nouvelle vie au sein de la famille de Choco. Il porte également une chemise hawaïenne, tout comme les autres membres de la famille, et obtient même sa propre bar-mitsvah selon la novélisation du film.

Le film comporte quelques faux raccords :
- Au moment où Jake Fratelli sort de la prison pour rejoindre la voiture de Mama, il a juste le temps d'enfiler son bras droit dans sa veste. Au changement de plan, sa veste est soudainement bien mise sur ses épaules.
- Lorsque Data lance sa ventouse depuis sa boucle de ceinture, le fond du compartiment est vide. Au changement de plan, une bobine tirant le fil apparaît dans le coin haut-droit de la boucle. De plus, les mains sur ce même plan sont celles d'un adulte.
- Lorsque Brand est entraîné à vélo sans les petites roues, son guidon est vide sur le premier plan alors que, par la suite, il y a un petit klaxon sur le côté droit. Plus tard, lorsque Brand fait un vol plané, on peut nettement apercevoir le visage du cascadeur doublant Josh Brolin.
- Lorsque les enfants découvrent la carte dans le grenier et que Choco fait tomber le cadre, Mickey et Choco basculent le cadre pour enlever les bouts de verre. Au plan suivant, les bouts de verre sont de nouveaux présents.
- La carte que les enfants découvrent, n'est pas encore brûlée sur toute la partie supérieure, mais dans l'aventure, elle l'est bel et bien, c'est dû au fait qu'ils se sont fait agresser par Troy et sa bande dans la supérette avant le départ à l'aventure, Troy prend la carte, l'enroule comme un gros cigare et l'allume, faisant bruler l'extrémité de la carte.
- Les enfants découvrent par accident sur le bateau la trappe qui accède à la salle du trésor, on y voit clairement une inscription blanche en espagnol sur cette trappe, dans la version sortie au cinéma, Bagou la traduit, avant qu'elle ne soit détruite, c'est la dernière énigme. Ce passage de la scène ayant été supprimé dès la sortie du film en VHS puis en DVD, les enfants découvrent la trappe et la cassent directement.
- Lorsque les goonies sont repris par les Fratelli après s'être remplis les poches avec le trésor, Bagou apparaît la bouche fermée et pleine de bijoux avant que Mama Fratelli ne lui somme de tout recracher. Au passage, au moment où Data utilise son lance ventouse pour saisir un revolver et que son filin le tire vers le gangster, Bagou apparaît la bouche ouverte et vide.
- Sur le bateau, Sinok laisse passer les goonies, pour que ceux-ci s'échappent, puis barre la route à Jake. Sur le plan de dessus qui suit, les enfants passent à nouveau devant Sinok.
- Quand Sinok récupère les enfants sur planche du bateau, on voit que ce sont des mannequins.
- Lorsque M. Walsh déchire la promesse de vente de la maison, il divise le papier en cinq ou six morceaux puis les jette en l'air. Au changement de plan, ledit papier est divisé en confettis mais on peut aussi observer que d'autres morceaux sont rajoutés hors champ en plein vol.

### Musique
The Goonies: Original Motion Picture Soundtrack est la bande originale de film, comprenant, entre autres, des chansons de Cyndi Lauper, REO Speedwagon et The Bangles. Elle est sortie en 1985 et publiée en format de LP et cassette, puis, en 2001, en version CD limitée dans certains pays. Cette bande originale est surtout connue grâce au titre The Goonies 'R' Good Enough interprété par la chanteuse Cyndi Lauper, qui fait par ailleurs un caméo dans le film.
Le producteur exécutif de ce film, Steven Spielberg, a demandé à Cyndi Lauper de superviser l'album. Cette dernière a ainsi fait venir le groupe féminin The Bangles avec leur chanson I Got Nothing, alors inconnue à cette époque. Les membres du groupe font également un caméo dans le clip de The Goonies 'R' Good Enough. Lauper a chanté la chanson tout au long de sa tournée True Colors world tour puis elle a refusé de l'interpréter dès 1987. Face à l'insistance de ses admirateurs, elle l'a finalement reprise plus tard, notamment durant sa tournée True Colors Tour en 2007 et 2008.
Un autre titre de cette bande originale a connu un certain succès : Eight Arms to Hold You du groupe de dance Goon Squad, a atteint à la première place dans la catégorie Hot Dance Club Songs du magazine Billboard en 1985.
En 2010, sort une autre bande originale comprenant presque toutes les musiques originales composées par Dave Grusin pour le film.
Liste des pistes
| 1.    | The Goonies 'R' Good Enough          | C. Lauper, S. Lunt et A. Stead      | Cyndi Lauper    | 3:38 |
| 2.    | Eight Arms To Hold You               | Arthur B., Robbie K. et Jimmy B.    | Goon Squad      | 4:13 |
| 3.    | Love Is Alive                        | Philip B. et Richard M.             | Philip Bailey   | 4:16 |
| 4.    | I Got Nothing                        | Susanna H., Victoria P. et Jules S. | The Bangles     | 3:10 |
| 5.    | 14K                                  | Teena M.                            | Teena Marie     | 5:02 |
| 6.    | Wherever You're Goin' (It's Alright) | Kevin C.                            | REO Speedwagon  | 5:03 |
| 7.    | She's So Good To Me                  | Luther V.                           | Luther Vandross | 5:40 |
| 8.    | What A Thrill                        | Cyndi L. et John T.                 | Cyndi Lauper    | 3:15 |
| 9.    | Save The Night                       | Joseph W. et Amy L.                 | Joseph Williams | 3:53 |
| 10.   | Theme From The Goonies               |                                     | Dave Grusin     | 3:04 |
| 41:11 |                                      |                                     |                 |      |

## Accueil

### Accueil critique
Le film reçoit des critiques globalement positives. Sur l'agrégateur américain Rotten Tomatoes, il récolte 76 % d'opinions favorables pour 59 critiques et une note moyenne de 6,5⁄10. Le consensus du site est le suivant « Les Goonies est un mélange énergique, parfois bruyant, de sentiments spielbergiens et de trucs funhouse qui plairont aux enfants comme aux adultes nostalgiques ». Sur Metacritic, il obtient une note moyenne de 62⁄100 pour 13 critiques.
À la sortie du film, le célèbre critique américain Roger Ebert donne au film la note de 3 sur 4 et le décrit comme « un mélange onctueux des ingrédients habituels des films d'action de Steven Spielberg, rendus spéciaux grâce aux performances très énergiques des enfants qui vivent ces aventures ». Gene Siskel du Chicago Tribune donne la même note et écrit notamment « une sorte de petit miracle cinématographique a lieu, et Les Goonies se ressaisit alors que les enfants cessent de faire des blagues et se rapprochent de la recherche de leur trésor de pirate perdu depuis longtemps, pour aider ainsi à sauver les maisons de leurs parents. Ce n'est qu'alors que nous acceptons Les Goonies pour ce qu'il est - un jouet de liquidation juvénile et drôle sur les enfants dans des situations périlleuses de bandes dessinées ». Janet Maslin de The New York Times écrit quant à elle que le film « a une sorte de rythme effréné qui le fait demeurer rapide, drôle, ingénieux, divertissant ».
Dans sa critique publiée dans White Dwarf Colin Greenland écrit une critique négative dans laquelle on peut notamment lire « Je n'ai pas pu l'apprécier à cause d'un groupe d'enfants qui criaient et criaient tout au long. Pas dans le public, mais les acteurs ».
Pour le site français DVD Classik « le succès des Goonies tient également dans sa construction : quasiment chaque scène a son décor, ses surprises, ses énigmes. Voir Les Goonies, c'est un peu comme jouer à un jeu vidéo dans lequel il faut résoudre des énigmes pour passer de nouveaux tableaux. »

### Box-office
| Période | Box-office États-Unis | Box-office France, | Box-office International, | Box-office Mondial, |
| ------- | --------------------- | ------------------ | ------------------------- | ------------------- |
| 1985    | 61 389 680 $          | 1 317 402 entrées  | 60 600 000 $              | 121 989 680 $       |
| 2010    | NC                    | NC                 | 13 346 $                  | 13 346 $            |
| 2011    | NC                    | 3 187 entrées      | 7 542 $                   | 7 542 $             |
| 2015    | 113 538 $             | NC                 | NC                        | 113 538 $           |
| 2019    | 864 378 $             | NC                 | 225 085 $                 | 1 089 463 $         |
| 2020    | 825 000 $             | NC                 | 411 438 $                 | 1 236 438 $         |
| Total   | 63 192 596 $          | 1 320 589 entrées  | 61 257 411 $              | 124 450 007 $       |

Sorti début juin 1985 aux États-Unis dans 1 705 salles, Les Goonies occupe la deuxième place du box-office américain derrière Rambo II : La Mission durant deux semaines avec plus de 26,3 millions de dollars engrangées depuis sa sortie. Il finit son exploitation en salles avec 61 389 680 $, ce qui est un succès commercial au vu de son budget de production de 19 millions de dollars. À l'international, le film rapporte 60,6 millions de dollars, portant le total à près de 122 millions de dollars dans le monde.
En France, sorti à l'approche des fêtes de Noël 1985, Les Goonies prend la deuxième place derrière Taram et le chaudron magique lors de sa première semaine d'exploitation avec 373 973 entrées (371 999 entrées et les avant-premières). Le film faiblit avec 213 036 entrées la semaine suivante et une sixième place au box-office, mais enregistre un score de 587 009 entrées depuis sa sortie. Le film passe le million d'entrées en fin d'année 1985, tout en restant dans le top 10. Le film quitte le top 30 après le 14 janvier 1986 en ayant enregistré le score de 1 153 502 entrées.
Devenu culte au fil des années,, Les Goonies a bénéficié de plusieurs ressorties en salles depuis 2010, notamment aux États-Unis où il a engrangé 1,8 million de dollars supplémentaires entre 2015 et 2020. En France, pour sa reprise en salles en 2011, le film est vu par 3 187 spectateurs.

## Distinctions
Sauf indication contraire, les informations mentionnées dans cette section peuvent être confirmées par la base de données cinématographiques IMDb,  présente dans la section « Liens externes ».
- Saturn Awards 1986 : meilleure actrice dans un second rôle pour Anne Ramsey
- Young Artist Awards 1986 : meilleure performance dans un film par un jeune acteur pour Sean Astin

## Adaptations

### Jeux vidéo

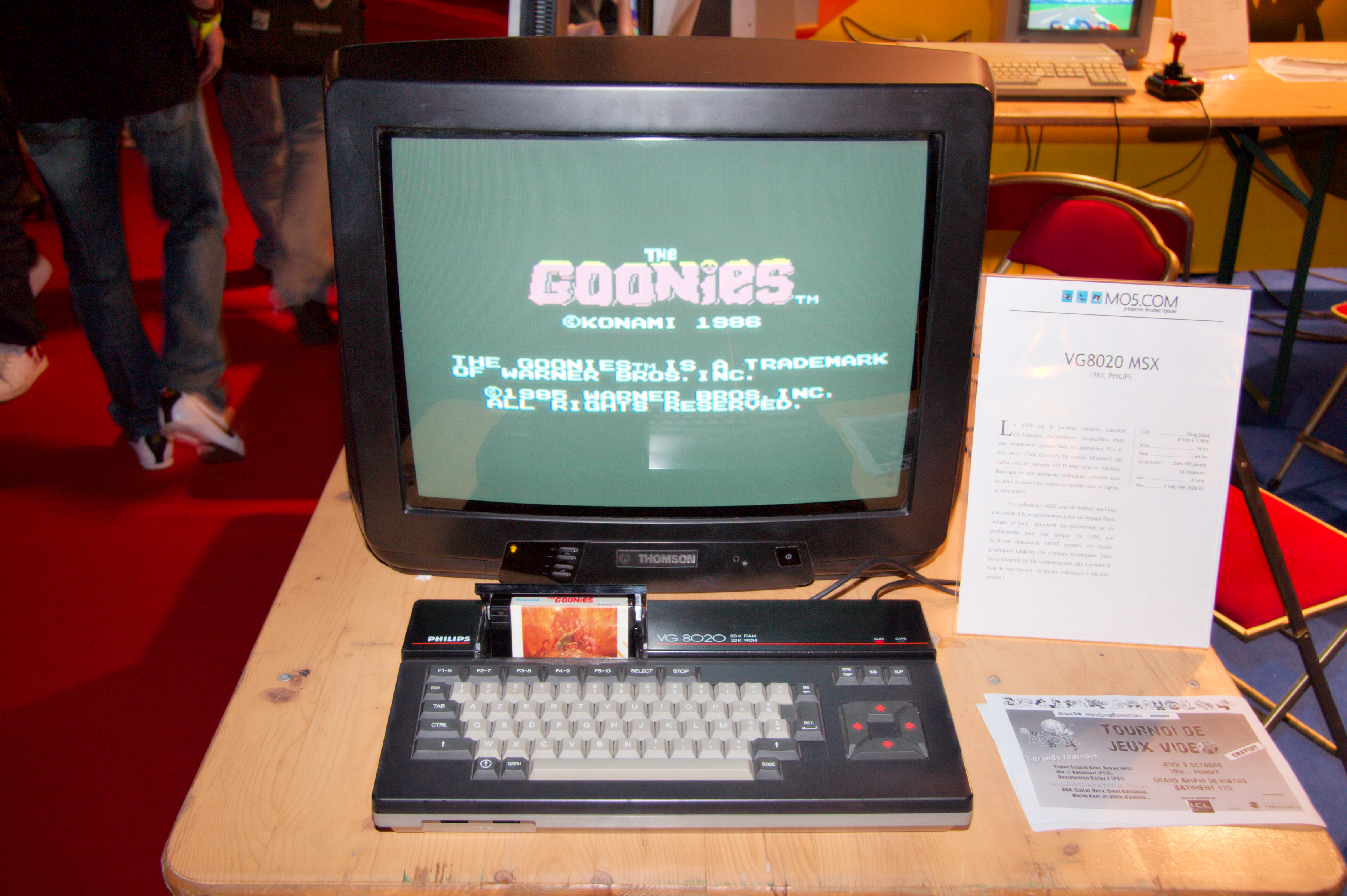
Présentation du jeu The Goonies sur VG-8020 (MSX Philips) au Festival du jeu vidéo à Paris, en 2008.

La firme Konami a produit, en 1985, un jeu vidéo basé sur Les Goonies, portant le même nom du film, pour le Famicom, le MSX , PC-98 et le Commodore 64, avant de ressortir en 1988 pour le Famicom Disk System.
En 1987, une suite intitulée Les Goonies II est également sortie en Amérique du Nord et en Europe sur Nintendo Entertainment System. Ce jeu a peu de rapport avec le film, mais a le mérite de posséder un gameplay inventif : les Fratelli sont parvenus à enlever tous les Goonies et à les cacher dans les cavernes et autres bâtiments abandonnés.
En février 2007, un jeu vidéo en flash appelé The Goonies: Return to Astoria, développé par Fuel Industries est disponible.

### Novélisation
Le film a été novélisé en anglais par James Kahn en 1985. La même année, ce roman est publié en français par les éditions J'ai lu (dans une traduction de Bernadette Emerich et Michel Darroux).

## Analyse